# مي أوجوستيسين
مي أوجوستيسين (بالدنماركية: Mie Augustesen)‏ مواليد 19 يوليو 1988، هي لاعبة كرة يد دانمركية تلعب كجناح أيسر. مثلت منتخب الدنمارك لكرة اليد للسيدات.

## سجل المنافسة
شاركت في البطولات التالية:
- بطولة أوروبا لكرة اليد للسيدات 2010
- بطولة أوروبا لكرة اليد للسيدات 2012

## روابط خارجية
- مي أوجوستيسين على موقع الاتحاد الأوروبي لكرة اليد (الإنجليزية)
- مي أوجوستيسين على موقع أوليمبيديا (الإنجليزية)